# Virpirka Tenglinška
Virpirka, Vilburga ali Hildburga Tenglinška  (češko Virpirka z Tenglingu) je bila žena češkega vojvode Konrada I. in leta 1092 vojvodinja  Češke, * ni znano, † ni znano.

## Življenje
Virpirka je bila hči Siegharda iz bavarske družine Sieghard in njegove žene Bilihilde. Oče je bil leta 1044 ubit v bitki z Madžari, v kateri se je na strani Svetega  rimskega cesarstva boril tudi Břetislav I. S Konradom se je poročila leta 1054.
Po smrti brata Otona Olomuškega je Konrad I. dobil oblast nad celo Moravsko, s čimer se kralj Vratislav II. ni strinjal. S svojo vojsko pod poveljstvom sina Břetislava je leta 1091 oblegal Brno, potem pa se je vojska uprla. Med obleganjem je prišla Virpirka, domnevno brez moževe vednosti, v Vratislavov tabor, da bi prosila mir v državi in milost za svojega moža in nečaka Břetislava. Kozma Praški o tem piše:
Zatem je Konradova žena, ki se je imenovala Virpirka, ena od modrih žena, prišla v kraljev tabor brez moževe vednosti. In ko mu je bilo oznanjeno, je kralj sklical poglavarje v zbor. Ko je bila [Virpirka] poklicana, se je pojavila pred kraljem. Njen obraz se je utapljal v solzah, njeno ječanje je dušilo njene besede, dokler ni končno zbrala moči in spregovorila takole: 'Jaz, moj ljubljeni kralj, tvoja nevredna snaha, sem prišla k tebi in te na kolenih prosim'. In padla je na obraz ter se priklonila kralju. In ko je vstala na njegov ukaz, je rekla: 'Moj gospod in kralj, v teh krajih ne boš našel nobenega spodbujanja k vojni, nobene zmage v bitki, ki jo boš prinesel sem. Ti vodiš vojno bolj kot državljansko vojno. Če pa nas in naša posestva označiš za plen svojih vojakov, obračaš svoje puščice nase, ko s krvavim ropanjem izčrpavaš svojega brata, ki mu dolguješ zaščito. Kdor napada, napada svojega Boga.
Zapletena situacija je prisilila kralja, da je po načelu starejšega za svojega naslednika imenoval Konrada Brnjenskega in brata sta se pobotala. Břetislav je raje pobegnil na Ogrsko.

## Družina
Virpirka in Konrad I. sta imela sinova
- Oldřicha Brnjenskega († 1113), brnskega udjelnika, in
- Litolda Znojemskega († 1112), znojmskega udjelnika.

## Vira
- Milena Flodrová, Miloš Šenkyr. Brno a Brňanky. Brno: Doplněk, 2015. str. 8-14. ISBN 978-80-7239-319-0.
- Jaroslav Čechura, Jiří Mikulec, František Stellner. Lexikon českých panovnických dynastií. Praha, 1996, str. 95.

| Virpirka Tenglinška                |                            |                             |
| Nazivi za člane kraljevske družine |                            |                             |
| Predhodnik: Svetoslava Poljska     | Vojvodinja žena Češke 1092 | Naslednik: Lukarta Bogenska |